# Luigi Mangione
Luigi Nicholas Mangione ( pronunciació (?·pàg.); Towson, 1998) és un enginyer informàtic, científic de dades i creador de videojocs estatunidenc, acusat d'assassinar Brian Thompson, conseller delegat de UnitedHealthcare, el 4 de desembre de 2024 a Nova York. Aquesta agressió va generar un ampli debat als Estats Units sobre el sistema de salut privat del país i va convertir Mangione en una figura controvertida, considerada per alguns com un heroi popular.
Mangione prové d’una família acomodada d’una de les zones més prominents de la ciutat de Baltimore. Va destacar com a estudiant a la Gilman School durant la secundària, on va ser escollit per pronunciar el discurs de graduació. Posteriorment, va cursar Ciències Informàtiques i Enginyeria a la Universitat de Pennsilvània, on es va graduar cum laude.
Mangione va estudiar els textos de Ted Kaczynski sobre l'alienació tecnològica i el poder de les grans empreses. Va viatjar a Hawai, on va practicar surf i va adoptar un estil de vida proper a la natura, i al Japó, on va escriure i va meditar a les muntanyes. Crític amb la deshumanització tecnològica, defensava un estil de vida més senzill i autèntic. Malgrat el seu context privilegiat, Mangione hauria patit els efectes del sistema sanitari privat, incloent-hi dolors crònics d'esquena derivats d’una deformitat vertebral.

## Circumstàncies de l'assassinat
El 9 de desembre de 2024, Mangione, de 26 anys, va ser arrestat i acusat formalment d'assassinat en primer grau, tinença d'armes i assetjament. Els trets que van matar Brian Thompson es van disparar amb una arma de foc creada amb tecnologia 3D. Les tres bales utilitzades tenien gravades les paraules Deny, defend, depose (negar, defensar, deposar), referències als abusos de les asseguradores.
El manuscrit trobat en el moment de la detenció de Mangione destacava que «algú havia de fer-ho» i criticava que els problemes del sistema de salut «ja no són una qüestió de coneixement, sinó de jocs de poder».